# Paiguano
Paiguano este un târg și comună din provincia Elqui, regiunea Coquimbo, Chile, cu o populație de 4.256 locuitori (2012) și o suprafață de 1494,7 km2.